# Motge (sockenhuvudort i Kina, Xinjiang Uygur Zizhiqu, lat 46,81, long 85,80)
Motge (kinesiska: 莫特格, 莫特格乡) är en sockenhuvudort i Kina. Den ligger i den autonoma regionen Xinjiang, i den nordvästra delen av landet, omkring 360 kilometer nordväst om regionhuvudstaden Ürümqi. Antalet invånare är 2 542. Befolkningen består av 1 229 kvinnor och 1 313 män. Barn under 15 år utgör 19,0 %, vuxna 15-64 år 76 %, och äldre över 65 år 4,0 %.
Runt Motge är det mycket glesbefolkat, med 2 invånare per kvadratkilometer. Närmaste större samhälle är Hoboksar, 5,7 km väster om Motge. Trakten runt Motge består i huvudsak av gräsmarker.
Genomsnittlig årsnederbörd är 222 millimeter. Den regnigaste månaden är juli, med i genomsnitt 47 mm nederbörd, och den torraste är november, med 7 mm nederbörd.